# Tel Šalvim
Tel Šalvim (hebrejsky: תל שלוים, arabsky: Tal al-Fer) je pahorek o nadmořské výšce - 69 metrů v severním Izraeli, v Charodském údolí.
Leží nedaleko od severního úpatí pohoří Gilboa, cca 13 kilometrů jhovýchodně od města Afula a 2 kilometry jihovýchodně od vesnice Tel Josef. Má podobu nevýrazného odlesněného návrší, které vystupuje z roviny Charodského údolí. V okolí se nacházejí rozsáhlé areály umělých vodních nádrží, po severním okraji pahorku protéká hlavní vodní osa údolí - Nachal Charod. Na jih od Tel Šalvim se rozkládá podobný pahorek Tel Josef ha-Jašana .